# Seria trąb powietrznych w Polsce (2008)
Seria trąb powietrznych w Polsce (2008) – najsilniejsza od kilkudziesięciu lat seria tornad (trąb powietrznych), zaobserwowanych na terenie Polski, która przetoczyła się przez kraj w dniach 15–16 sierpnia 2008 roku.

## Sytuacja meteorologiczna
Dnia 15 sierpnia obszar Polski znalazł się w zasięgu oddziaływania płytkiej zatoki związanej z wielocentrycznym niżem. Quasi-stacjonarny front atmosferyczny, który znajdował się nad środkową Europą, rozdzielał dwie skrajne pod względem termicznym masy powietrza – zwrotnikową (gorącą, wilgotną), napływającą z południa Europy i znad Morza Śródziemnego, od polarnej morskiej (chłodnej), która obejmowała północno-zachodnią część Europy. Początkowo wykazywał cechy frontu ciepłego, ale w godzinach popołudniowych nad południową częścią Polski wyraźnie zaznaczył się wpływ zafalowanego frontu chłodnego. W godzinach porannych różnica temperatury przy powierzchni ziemi między rozdzielonymi przez front masami powietrza (polarna morska – zachodnia Polska; zwrotnikowa – wschodnia Polska) wyniosła 12 °C, a w godzinach popołudniowych już 18 °C. Warunki tego dnia sprzyjały więc rozwojowi wyjątkowo silnych burz i towarzyszących im groźnych zjawisk pogodowych. Tej samej doby w Słowenii, we wschodniej Austrii i na zachodzie Słowacji burzom towarzyszyły silne podmuchy wiatru i opady dużego gradu. Słowenię nawiedziły też ulewy, które wywołały powodzie. W wyniku tych wszystkich zdarzeń poza granicami Polski zginęło w sumie 5 osób (dwie we Włoszech, jedna w Austrii, dwie na Słowacji), a wiele zostało rannych.

## Przebieg zdarzeń

### 15 sierpnia

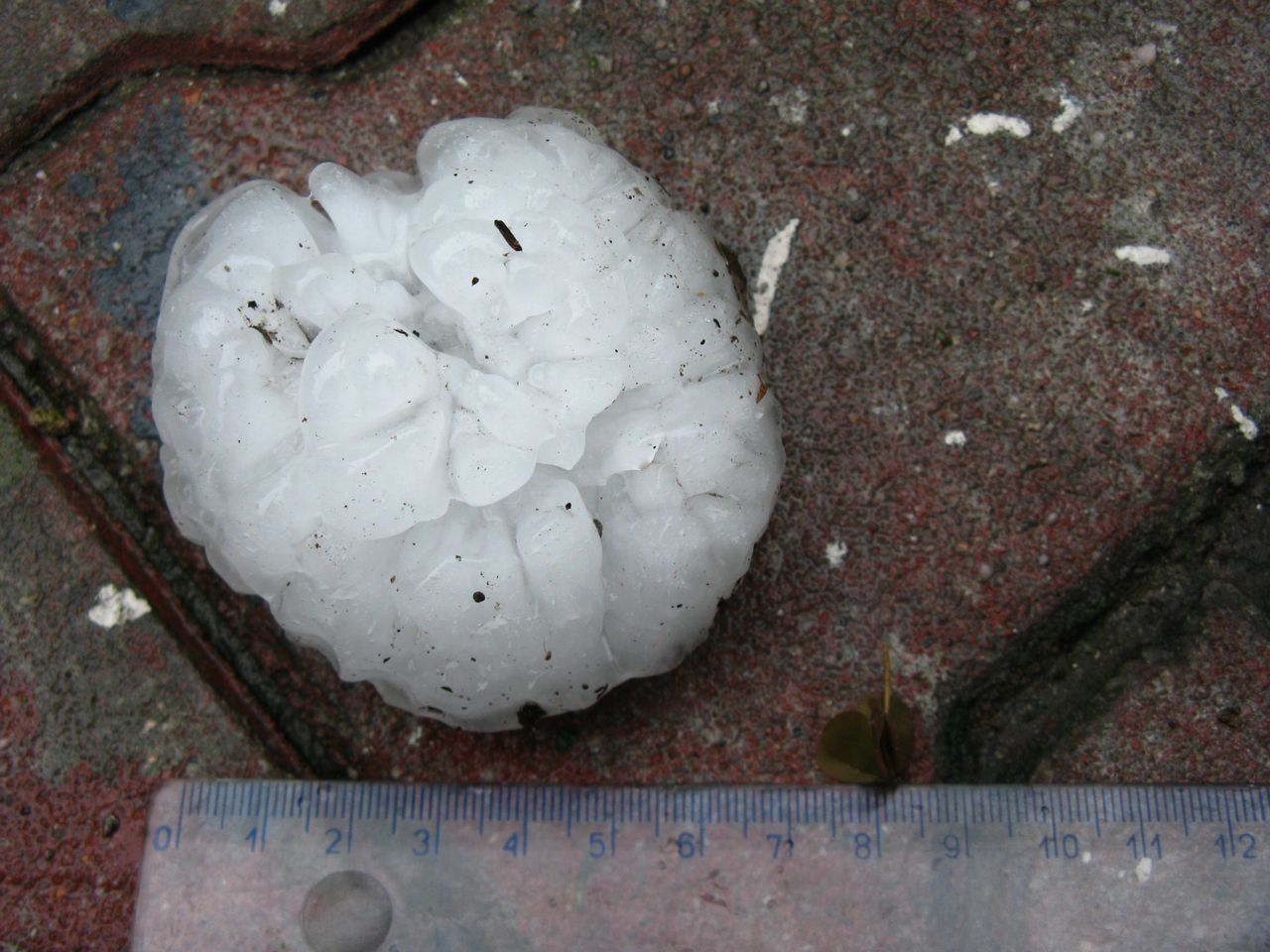
7-centymetrowa gradzina w Katowicach

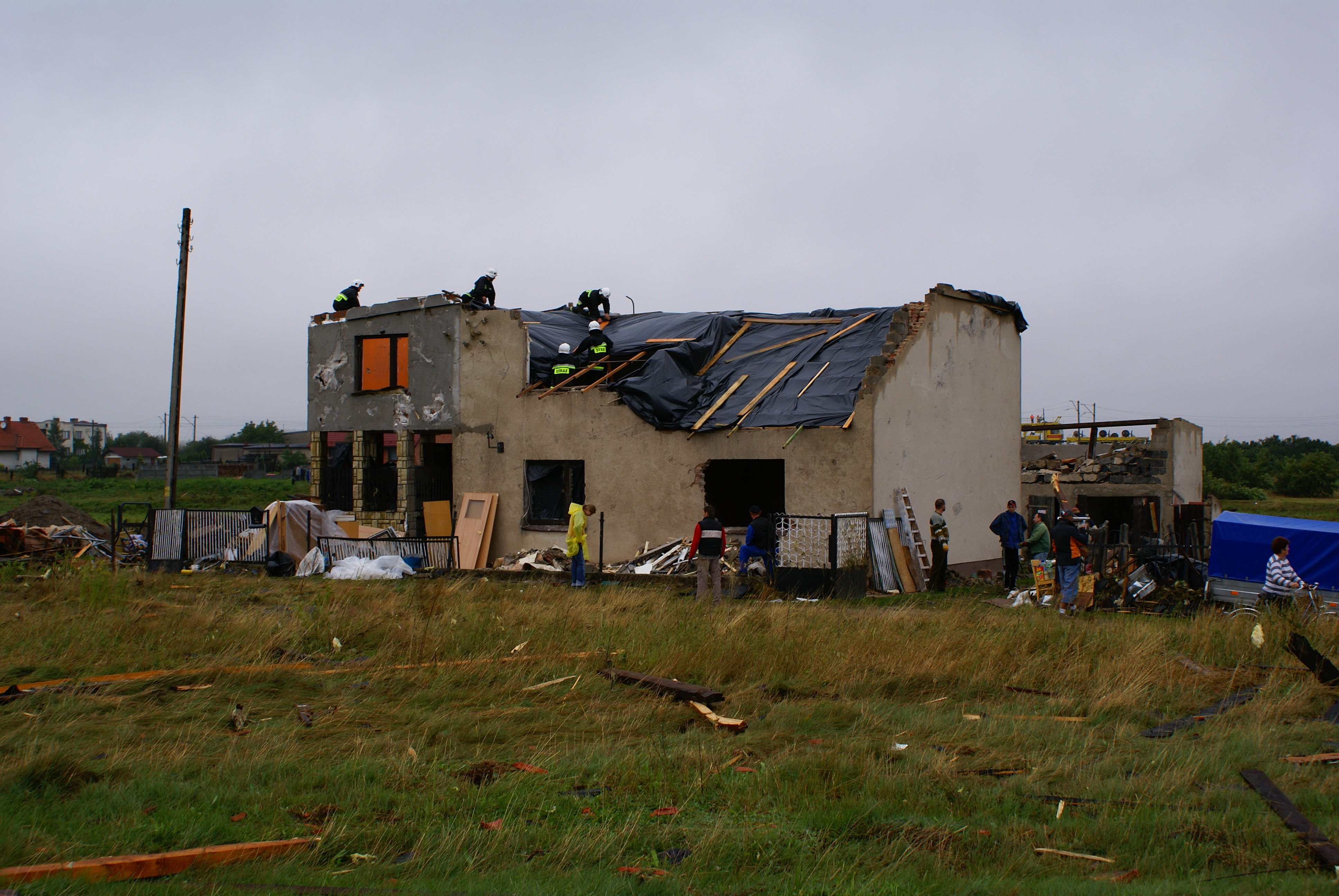
Szkody w Rusinowicach

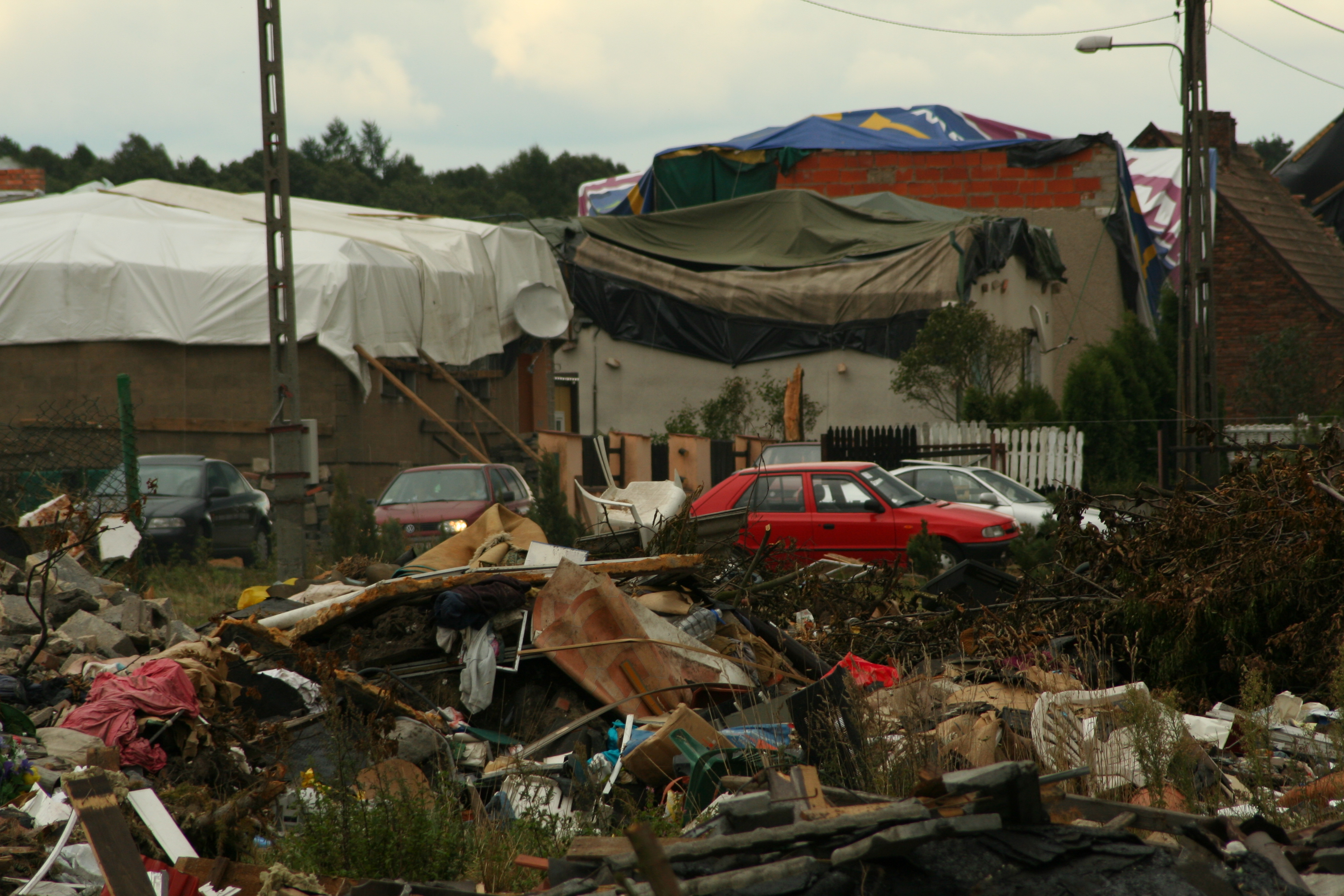
Dewastacje jakie poczyniło tornado w Kalinie – fragment miejscowości z największymi uszkodzeniami

Tego dnia od wczesnych godzin rannych przez obszar Polski przechodziły burze. Silna superkomórka burzowa przeszła nad rejonem Katowic, Czeladzi i Będzina, przynosząc niszczycielskie gradobicie (gradziny miały średnicę do 7 cm w Katowicach, i 8,75 cm w Czeladzi). Przemieściła się dalej w kierunku północno-wschodnim i o godzinie 7:40 CEST radar w Brzuchani odnotował maksymalne wartości odbiciowości, dochodzące do 61,63 dBz koło Ogorzelnika, w gminie Niegowa.
Około godziny 15:30 nad północną częścią Czech, na południe od Gór Opawskich, powstała komórka burzowa. W czasie ok. 30 minut przemieściła się nad obszar Polski (województwa opolskiego), szybko ewoluując w superkomórkę. Na szlaku jej przejścia odnotowano gradobicia. Na krótko przed zejściem pierwszego tornada, ok. 16:40 w Zdzieszowicach spadł grad o średnicy do 6 cm. Obraz EHT wykonany przez radar w Brzuchani o 17:00 potwierdza, że wierzchołek tej chmury osiągnął wysokość większą niż 15 km. Należy jednak zaznaczyć, że omawiana superkomórka burzowa była częścią większego mezocyklonalnego układu konwekcyjnego, który wtedy przechodził przez środkową Europę. Część szkód tego dnia była więc związana z silnym wiatrem, niekoniecznie o charakterze tornada.
Lej kondensacyjny po raz pierwszy dotknął ziemi około godziny 16:48 w okolicach miejscowości Kopanina i Zimna Wódka, po czym przeszedł kolejno nad autostradą A4 i przez wsie Sieroniowice, Balcarzowice, Kotulin Skały, Błotnica Strzelecka. Zniknął nad lasami w okolicach Dąbrówki ok. godz. 17:08. Ścieżka tego tornada miała długość prawie 20 km, a jej szerokość dochodziła miejscami do 1 km. Intensywność tej trąby powietrznej oceniono na stopień T8 w skali TORRO (F4 w skali Fujity). 15 osób zostało rannych.
Superkomórka burzowa, z której zeszło pierwsze tornado, w ciągu kolejnych kilkudziesięciu minut przemieściła się w rejon Lublińca i Częstochowy. Około godziny 17:30 kolejny lej dotknął powierzchni gruntu w okolicach Rusinowic (gmina Koszęcin), rozpoczynając tym samym drugi ciągły pas zniszczeń. W Rusinowicach zginęła 22-letnia kobieta, na którą zawalił się strop. Natomiast w miejscowości Kalina w powiecie lublinieckim zginął mężczyzna, który przebywał w czasie przechodzenia trąby powietrznej w swoim domku letniskowym. Na budynek runęło drzewo. Dalszy szlak zniszczeń wiódł przez zachodnie i północne przedmieścia Częstochowy. W okolicach Mykanowa, na drodze krajowej nr 1, tornado wywróciło autokar przewożący członków Zespołu Pieśni i Tańca „Śląsk”. Pojazd przekoziołkował i zderzył się z innymi samochodami, wywołując karambol. Rannych zostało 40 osób, w tym 30 członków zespołu. Trąba powietrzna zanikła w okolicach Wikłowa, przed wsią Łęg (gmina Kruszyna).
Po godzinie 18:30 superkomórka przyniosła kolejne tornado na południu województwa łódzkiego. Najbardziej zostały poszkodowane miejscowości Stara Wieś i Gorzkowice (powiat piotrkowski) oraz Radomsko, gdzie uszkodzonych zostało ponad 100 budynków w zachodniej dzielnicy miasta (Stobiecko Miejskie). Wir zanikł, gdy dotarł w rejon doliny Pilicy.
W Łodzi ok. godz. 19:30 mężczyzna został śmiertelnie porażony prądem. Piorun uderzył w drzewo, które przewracając się, zerwało sieć trakcyjną. Jeden z kabli upadł w kałużę, w której stał przechodzień, wskutek czego 23-latek zginął na miejscu.

### 16 sierpnia
Na tym samym froncie atmosferycznym, 16 sierpnia, nad Mazowszem i Podlasiem, wystąpiły kolejne silne burze i tornada. Trąba powietrzna uszkodziła kilkadziesiąt budynków w miejscowościach Tybory-Wólka i Gołasze-Dąb w powiatach wysokomazowieckim i zambrowskim, w woj. podlaskim. W gminie Sterdyń w woj. mazowieckim, trąba powietrzna uszkodziła ponad 130 budynków. Odnotowano też opady dużego i bardzo dużego gradu. W Ostrówku w powiecie węgrowskim gradziny miały do 9 cm średnicy. W Warkałkach w woj. warmińsko-mazurskim kobieta zginęła w pożarze domu, spowodowanym uderzeniem pioruna.

## Potwierdzone przypadki
Seria objęła większą liczbę tornad, ale w tabeli uwzględniono jedynie te, które w bazie ESWD zostały oznaczone jako „potwierdzone wiarygodnym źródłem”.
| Lista zgłoszonych tornad – piątek, 15 sierpnia 2008 | Lista zgłoszonych tornad – piątek, 15 sierpnia 2008 | Lista zgłoszonych tornad – piątek, 15 sierpnia 2008 | Lista zgłoszonych tornad – piątek, 15 sierpnia 2008 | Lista zgłoszonych tornad – piątek, 15 sierpnia 2008 | Lista zgłoszonych tornad – piątek, 15 sierpnia 2008 | Lista zgłoszonych tornad – piątek, 15 sierpnia 2008 | Lista zgłoszonych tornad – piątek, 15 sierpnia 2008                                                                                              |
| --------------------------------------------------- | --------------------------------------------------- | --- | --------------------------------------------------- | --------------------------------------------------- | --------------------------------------------------- | --------------------------------------------------- | --- |
| T#                                                  | F#                                                  | Dotknięte miejscowości | Powiaty                                             | Początek (CEST)                                     | Koniec (CEST)                                       | Długość ścieżki (przybliżona)                       | Uwagi |
| Polska                                              |                                                     | |                                                     |                                                     |                                                     |                                                     | |
| T8                                                  | F4                                                  | Dolnica (początek) Kopanina, Zimna Wódka, Kolonia Jaryszów, Sieroniowice, Balcarzowice, Nakło, Skały, Błotnica Strzelecka, Dąbrówka (koniec)                                                   | strzelecki, gliwicki                                | 16:48                                               | 17:08                                               | 20 km                                               | 15 osób rannych, Tornado było jednym z nielicznych wielowirowych klinów w Polsce i jeden z czterech oficjalnie potwierdzonych w polsce tornad F4 |
| T6                                                  | F3                                                  | Piłka, (początek) Rusinowice, Cieszowa, Olszyna, Kalina, Pietrzaki, Blachownia, Łojki, Konradów, Częstochowa, Kolonia Wierzchowisko, Lubojna, Mykanów, Grabowa, Bogusławice, Łęg (koniec)      | lubliniecki, częstochowski, Częstochowa             | 17:28                                               | 18:29                                               | 60 km                                               | 2 ofiary śmiertelne 40 osób rannych |
| T6                                                  | F3                                                  | Brodowe, (początek) Radomsko, Blok Dobryszyce, Borowiecko-Kolonia, Karkoszki, Kletnia, Gomunice, Chrzanowice, Kolonia Gorzędów, Gorzkowice, Leonów, Gościnna, Stara Wieś, Rajsko Duże (koniec) | radomszczański, piotrkowski                         | 18:32                                               | 19:02                                               | 30 km                                               | |
| Źródła:                                             |                                                     | |                                                     |                                                     |                                                     |                                                     | |

## Skutki
Kataklizm na swojej drodze uszkodził lub zniszczył 770 budynków. W nocy z 15 na 16 sierpnia, w godzinach od 21:00 do 4:00, odnotowano silne burze z porywistym wiatrem w kilkunastu większych miastach i wielu wsiach. W całym regionie częstochowskim bez prądu było 20 tys. odbiorców.